# Der Prinz von Ägypten
Der Prinz von Ägypten ist ein Zeichentrickfilm der DreamWorks-Animation-Studios aus dem Jahr 1998, der die Lebensgeschichte des jüdischen Propheten Moses nacherzählt. Als Vorlage diente dazu die Bibelgeschichte im 2. Buch Mose (Exodus).

## Handlung
Das Volk Israel lebt in Ägypten unter der Herrschaft des Pharaos Sethos I., der sie als Sklaven für sich schuften lässt. Außerdem ordnet er den Kindermord an neugeborenen israelitischen Jungen an. Yocheved hat außer ihrer Tochter Miriam und dem Sohn Aaron noch ein weiteres, erst neugeborenes Kind, einen Jungen, den sie schweren Herzens in einem Weidenkorb auf dem Nil aussetzt. Miriam beaufsichtigt diesen Korb, der wie durch ein Wunder Krokodile und andere Gefahren des Nils unbeschadet übersteht und im Palast des Königs ankommt. Dort findet ihn dessen Frau mit ihrem Sohn Ramses, der kaum älter ist als der Junge aus dem Korb. Dieser bekommt von der Königin den Namen Moses und soll als der Bruder des Prinzen aufwachsen. Miriam ist erleichtert; ihrem Bruder wird es gut gehen.
In der Tat wächst Moses zu einem sorglosen jungen Mann heran, der sich hervorragend mit Ramses versteht und mit diesem ein rasantes Wagenrennen durch die Stadt veranstaltet. Dabei bringen sie die Baustelle eines Tempels zum Einstürzen. Sethos ist wütend, worunter besonders Ramses zu leiden hat, denn als Thronfolger wird Verantwortungsgefühl von ihm gefordert. Moses bittet seinen Vater um weniger Strenge und eine Chance für Ramses, zu beweisen, was er alles kann. Anschließend heitert er seinen Bruder ein wenig auf, der ihm zunächst Vorwürfe macht, denn eigentlich trägt Moses die Hauptschuld an dem Chaos in der Stadt. Aber schließlich lässt er sich zu einem Streich hinreißen, den die beiden den verhassten Hohepriestern und Lehrern Hotep und Hoy spielen. Kurz darauf hetzen sie zu einer Feierlichkeit, auf der Ramses zum Prinzregenten ernannt wird. Die Priester schenken ihm zu diesem Anlass eine hübsche Midianiterin, die für Ramses’ Geschmack jedoch zu aufsässig ist, weshalb er sie Moses überlässt. Dieser legt sich mit dem Mädchen an und demütigt sie vor dem ganzen Hofstaat und dem Volk.
Das tut ihm sehr schnell wieder leid. Er will sich bei ihr entschuldigen, aber als er sie gefesselt auf seinem Zimmer glaubt, trifft er dort stattdessen ihren Wächter an, den sie gefesselt hat, und die beiden Wachhunde, denen sie die Schnauzen zugebunden hat. Inzwischen hat sie sich durch das Fenster davongemacht und ihr Kamel geholt. Moses holt sie fast ein, aber als ihm zwei Wachen über den Weg laufen, lenkt er sie von dem Mädchen ab, von dem er inzwischen sehr angetan ist. Er folgt ihr in die Sklavenstadt, wo sie etwas Wasser von einer hebräischen Frau erhält. Die Frau stellt sich als Miriam heraus, Moses’ Schwester. Während er noch der Midianiterin hinterherstarrt, ist Miriam begeistert, ihn zu sehen, und glaubt, er wolle sie befreien. Tatsächlich erfährt Moses erst durch sie, dass er hebräischer Herkunft ist. Aaron versucht zwar, sie aufzuhalten, denn ihm ist klar, dass Moses sich selbst nur als Prinz empfindet, aber Miriam ruft Zweifel in Moses wach, als sie ein Wiegenlied singt, dass Moses noch von seiner leiblichen Mutter bekannt vorkommt. Entsetzt flüchtet er in den Palast.
Dort überfällt ihn ein seltsamer Traum, in dem er sich selbst als Teil einer Wandzeichnung sieht. Kurz nach dem Aufwachen stellt er panisch fest, dass er die Szene aus seinem Traum bereits gesehen hat: Der Kindermord an den Hebräern ist im Palast aufgezeichnet. Moses findet die Stelle wieder und ist verzweifelt. Sethos ist nicht nur nicht sein Vater, er ist auch noch ein grausamer Massenmörder. Zwar kann seine Ziehmutter ihn ein wenig trösten, aber als Moses später auf eine Baustelle kommt, wird ihm das Elend der Sklaven bewusst. Unbedacht erschlägt er einen Aufseher, der einen hebräischen Sklaven schwer misshandelt hat. Obwohl sein Bruder ihm verspricht, ihn von seiner Schuld freizusprechen, kann Moses seine Tat selbst nicht akzeptieren und läuft hinaus in die Wüste, offenbar ohne jeden Überlebenswillen. Er trennt sich von allem, was auf seinen ehemaligen Status als Prinzen hindeutet, mit Ausnahme eines Rings, der ein Geschenk von Ramses war. Nach einem Sandsturm folgt Moses einem Kamel an eine Wasserquelle. Er scheint nun doch weiterleben zu wollen.
An der von Schafen bevölkerten Oase werden drei kleine Hirtenmädchen von ein paar Wüstenräubern belästigt, Moses kann die Räuber jedoch vertreiben – und fällt kurz darauf in einen Brunnen. Die Mädchen schaffen es nicht allein, ihn herauszuziehen, bis ihre ältere Schwester kommt und ihnen hilft. Aber als Moses oben ist, erkennt er die schöne Midianiterin wieder – und diese ihn. Aus Rache für die Demütigung schubst sie ihn wieder in den Brunnen. Schließlich nehmen die Mädchen ihn mit zu ihrer Familie. Der Nomadentrupp wird angeführt von Jitro, der Hohepriester von Midian und außerdem der Vater von Zippora und ihren drei kleinen Schwestern. Moses bleibt bei ihnen und kann dabei von Jitro und seinen Leuten eine Menge lernen. Nach ein paar Jahren ist er ein Hirte und die Wüste sein neues Zuhause geworden. Trotz anfänglicher Schwierigkeiten wird aus ihm und Zippora ein Paar und sie heiraten.
Eines Morgens verirrt sich ein Schaf der Herde. Moses folgt ihm und trifft dabei auf einen brennenden Dornbusch, von dem die Stimme Gottes zu ihm spricht. Gott befiehlt ihm, die Israeliten aus der Sklaverei zu befreien und in das gelobte Land zu führen. Er verspricht ihm seinen Beistand und die Wunder, die Moses mithilfe seines Stabes bewirken soll. Nach einem Gespräch mit Zippora beschließt diese, mit ihm zu kommen.
Angekommen in Ägypten, muss Moses feststellen, dass Ramses inzwischen König und selbst Vater eines Sohnes ist. Er ist überheblich und selbstsüchtig geworden, glaubt nicht an Gottes Wunder und lässt sich auch von dem Stab nicht beeindrucken, den Moses in eine Kobra verwandelt. Ramses freut sich sehr über das Wiedersehen mit Moses und glaubt, alles werde wieder wie früher werden. Er kann Moses’ Gesuch, Israel gehen zu lassen, nicht ernst nehmen. Als Moses ihm den Ring zurückgibt, fühlt er sich vor den Kopf gestoßen und wird wütend. Er verweigert nicht nur Israels freien Abzug, sondern lastet ihnen auch noch mehr Arbeit auf. Moses zieht seine hebräischen Geschwister und sein Volk auf seine Seite und verwandelt vor aller Augen das Nilwasser zu Blut, doch Ramses tut dies durch eine Demonstration der Priester Hotep und Hoy als Spielerei ab.
Daraufhin entfesselt Moses die zehn Plagen, die nur die Hebräer verschonen. Obwohl Ägypten an diesen fast zugrunde geht und auch die unfähigen Hohepriester nichts gegen Viehsterben, Frösche, Heuschrecken und anderes tun können, reagiert Ramses nicht. In der neunten Plage, der Finsternis, sucht Moses ihn zu einem brüderlichen Gespräch auf, was Ramses milde stimmt. Doch dann taucht sein verängstigter Sohn auf und Ramses macht ein paar unbedachte Äußerungen, unter anderem, dass er das Vorhaben seines Vaters, das dieser durch das Töten der hebräischen Kinder begonnen hatte, vollenden wolle. Moses warnt ihn vor Gottes Zorn, und als sein Blick auf die altbekannte Wandzeichnung fällt – vor der Ramses’ kleiner Sohn steht – wird ihm klar, dass dieses Mal nicht die hebräischen Kinder werden bezahlen müssen. Traurig zieht er sich zurück. Nachts geht Gott durch Ägypten und tötet die erstgeborenen Jungen der Ägypter, darunter auch den Sohn des Pharao. In Trauer vergraben lässt dieser Israel ziehen und lässt auch Moses nicht mehr an sich heran.
Israel zieht glücklich bis ans Rote Meer, und Miriam singt ein Loblied auf den Herrn. Am Meer machen sie Rast. Aber Ramses hat, wütend und traurig, sein Versprechen gebrochen und die Israeliten mit seinen Soldaten verfolgt. Nur eine von Gott geschickte Feuersäule hält ihn vom Völkermorden ab. Indessen führt Moses sein Volk durch das mit seinem Stab geteilte Meer ans andere Ufer. Als die Feuersäule erlischt, wollen die Ägypter ihnen folgen, um alle zu töten, doch sie werden von den zusammenschlagenden Wellen ertränkt. Ramses wird ans Ufer geworfen und kann nur noch nach seinem Bruder in der Ferne rufen. Dieser ist zwar traurig, weil er seinen Bruder und seine geliebte Heimat verloren hat, aber er freut sich über die Freiheit seines Volkes und auf das Land Kanaan, in das er mit Zippora, Miriam, Aaron und den anderen ziehen wird.
Zuletzt ist Moses beim Abstieg vom Berg Sinai zu sehen, als er den Israeliten die Zehn Gebote bringt.

## Fortsetzung
2000 produzierte DreamWorks den Film Joseph – König der Träume – ebenfalls ein biblischer Animationsfilm – der aber weniger bekannt geworden ist.

## Synchronisation
Die Synchronisation wurde von der Berliner Synchron GmbH Wenzel Lüdecke übernommen.
| Rolle            | Originalsprecher                            | Deutscher Sprecher                    |
| ---------------- | ------------------------------------------- | ------------------------------------- |
| Moses            | Val Kilmer Amick Byram (Gesang)             | Tobias Meister Hendrik Bruch (Gesang) |
| Gott             | Val Kilmer Amick Byram (Gesang)             | Tobias Meister                        |
| Ramses II.       | Ralph Fiennes                               | Hartwig Rudolz                        |
| Zippora          | Michelle Pfeiffer                           | Natascha Petz Heike Gentsch (Gesang)  |
| Miriam           | Sandra Bullock Sally Dworsky (Gesang)       | Carin C. Tietze Jasna Ivir (Gesang)   |
| Miriam (jung)    | Eden Riegel                                 | Debby van Dooren                      |
| Aaron            | Jeff Goldblum                               | Hubertus Bengsch                      |
| Jetro            | Danny Glover Brian Stokes Mitchell (Gesang) | Wolfgang Hess                         |
| Pharao Sethos I. | Patrick Stewart                             | Hartmut Reck                          |
| Königin Tuja     | Helen Mirren Linda Dee Shayne (Gesang)      | Traudel Haas Ute Becker (Gesang)      |
| Hotep            | Steve Martin                                | Joachim Kemmer                        |
| Huy              | Martin Short                                | Santiago Ziesmer                      |
| Jochebed         | Ofra Haza                                   | Ofra Haza                             |

Ofra Haza übernahm die kleine gesangliche Rolle von Moses’ Mutter Jochebed in der englischen Originalfassung und auf Hebräisch, Deutsch, Italienisch, Spanisch, Französisch, Niederländisch, Tschechisch, Finnisch, Griechisch, Ungarisch, Norwegisch, Polnisch, Portugiesisch und Schwedisch.

## Auszeichnungen
Der Film erhielt in den Kategorien „Bester Filmsong“ und „Beste Musik“ jeweils eine Oscar-Nominierung. Für das Lied When You Believe, gesungen von Whitney Houston und Mariah Carey (geschrieben von Stephen Schwartz) gab es schließlich die Trophäe.

## Kritik
„Eine […] überwiegend bibeltreue Aufbereitung des Moses-Stoffes als ein auf visueller und thematischer Ebene gleichermaßen ambitionierter Animationsfilm. Zwar fehlt es ihm gelegentlich an Charme und formaler Innovationsfreude, dennoch fesselt er als spektakuläre Fabel, die in Ansätzen auch Themen wie Freundschaft und Brüderlichkeit, Selbstfindung und Selbstbehauptung im Dienst eines höheren Auftrages einbezieht und damit die implizite religiöse Dimension der Geschichte seriös und nachvollziehbar vermittelt. […]“